# اجسام کانسیلمن

اجسام کانسیلمن (بالا-راست) و دژنرسانس بادکنکی سلول‌های کبدی (وسط-چپ). (با استفاده از رنگ‌آمیزی هماتوکسیلین-ائوزین).

در آسیب‌شناسی، اجسام کانسیلمن (انگلیسی: Councilman bodies) یا اجسام آپوپتیک به توده‌های کروی ائوزینوفیلیک در درون سلول‌های کبدی دچار آپوپتوز گفته می‌شود. این سلول‌های مُرده سرانجام توسط ماکروفاژها یا سلول‌های پارانشیمی مجاورشان بلعیده می‌شوند. اجسام کانسیلمن در کبد مبتلایان به هپاتیت‌های ویروسی، تب زرد و سایر سندرم‌های ویروسی یافت می‌شود. اجسام کانسیلمن نام خود را از آسیب‌شناس آمریکایی ویلیام توماس کانسیلمن می‌گیرد که نخستین بار آنها را کشف کرد.